# Château de Missery
Le château de Missery est un château du XVIIIe siècle classé situé sur la commune de Missery en Côte-d'Or, en Bourgogne-Franche-Comté.

## Localisation
Le château est situé à la limite nord du village de Missery. 

## Historique
La première trace écrite d’un château à Missery remonte à 1360. On en retrouve trace en 1460 lors de la donation de Missery à l'hôpital de Dracy-Saint-Loup et en 1498, Jehan de Maulain étant seigneur de Missery et de Montigny-sur-Armançon. Le 10 juillet 1594, « M. de Tavanes, M. de Blaisy avec leurs troupes … avoient brûlé le chasteau de Champrenault et surpris la maison de Missery appartenant à M. de Lux ».[réf. souhaitée]
En 1752, le château presque en ruines est adjugé à Jean-Claude-Baptiste de Suremain de Flammerans, conseiller au Parlement, qui n'en conserve que les 4 tours pour en reconstruire un nouveau. Le château de Missery est donc un château moderne qui réutilise en clôture les éléments de l'ancienne maison-forte.
Il fait l’objet d'un classement partiel au titre des monuments historiques par arrêté du 18 décembre 1981

## Architecture
Le château actuel, cantonné de tours rondes à bases talutées, est construit sur une plate-forme rectangulaire entourée de fossés en eau. Il est probable que l'entrée était à l'origine au sud, face au village, et que la petite église romane qui se dresse au sud du château et qui porte les armes des Mâlain se trouvait dans la basse-cour de la maison-forte. L'entrée actuelle se fait à l'est, le château moderne étant situé entre deux tours circulaires à ouest de la plate-forme. Le château et ces deux tours sont protégés de l'humidité par une fausse-braie.[réf. souhaitée]

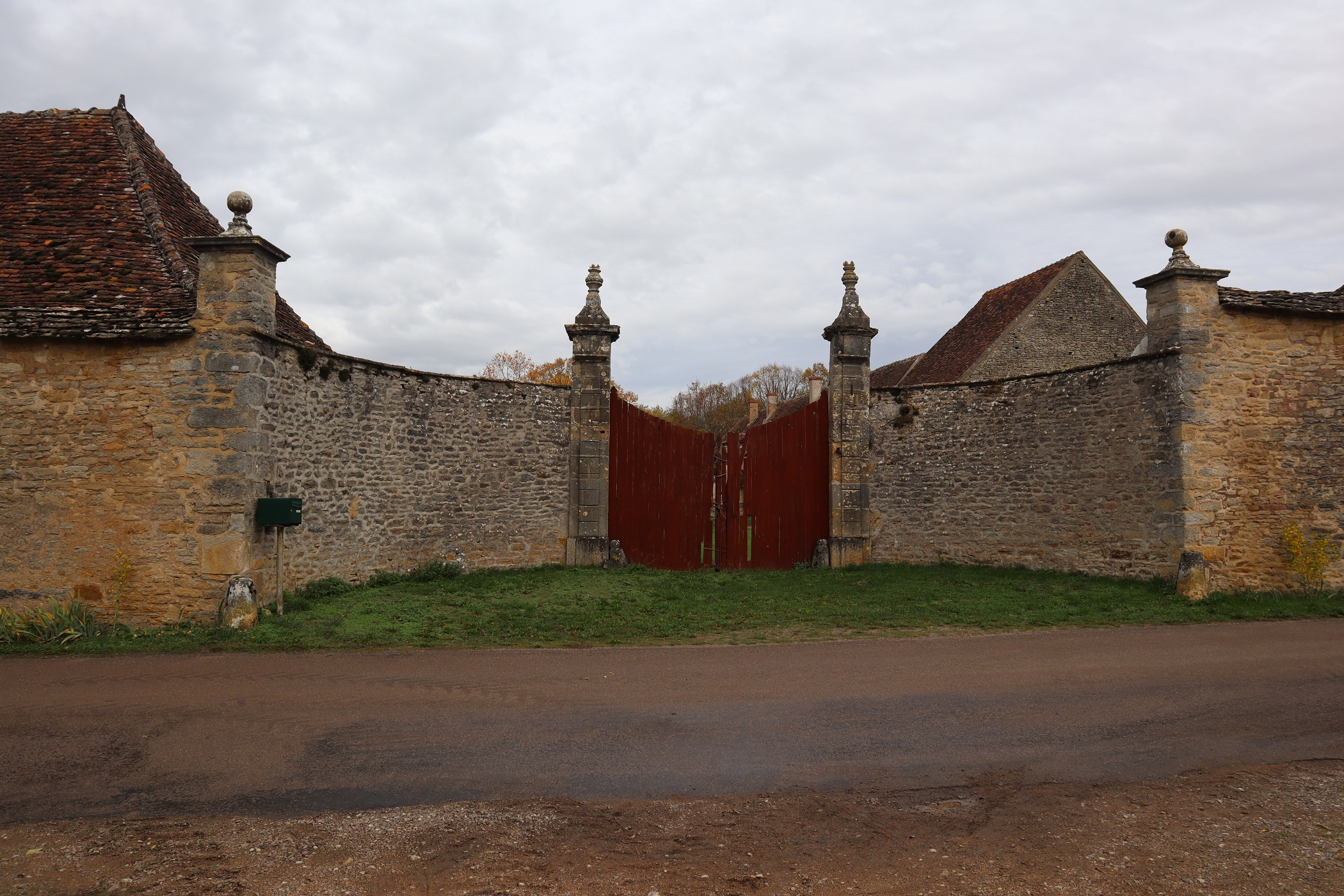
Le portail
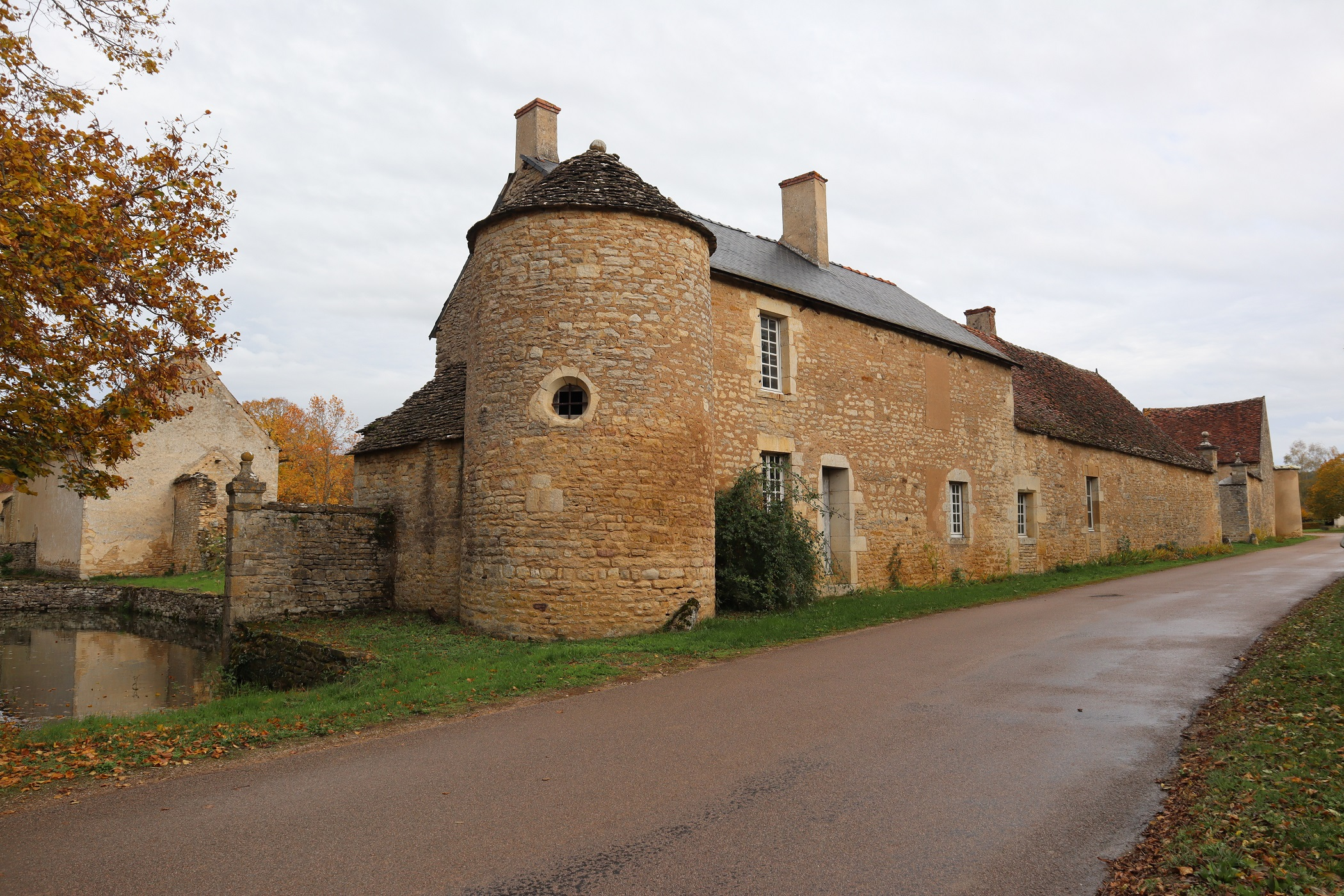
Les extérieurs
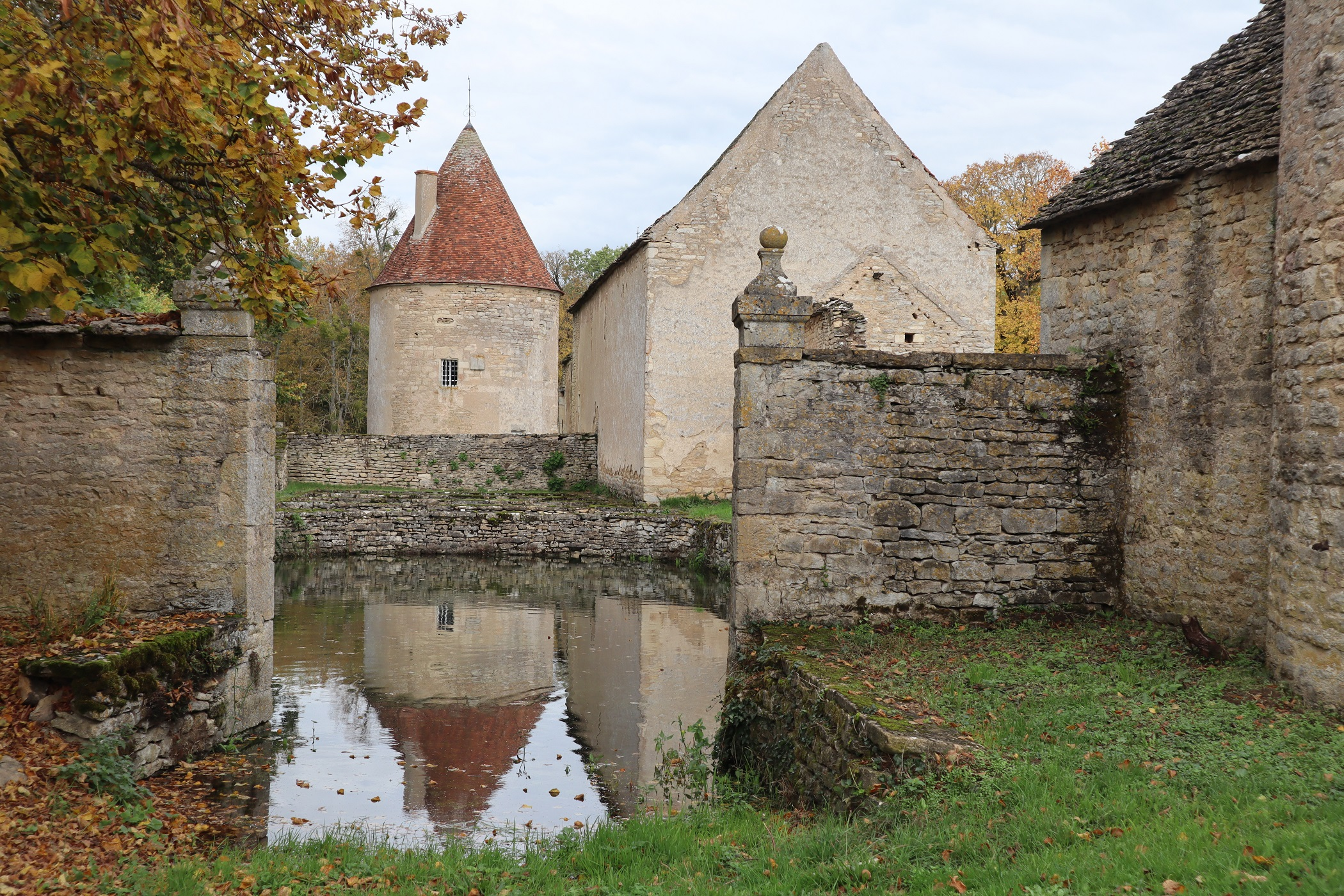
Les douves

Les éléments protégés sont le portail d'entrée, les façades et les toitures, y compris celles des deux tours qui l'encadrent et des deux tours servant respectivement de chapelle et de pigeonnier, l'escalier principal, l'escalier de service avec leur rampe en fer forgé, les douves avec leur pont et les murs de soutènement, y compris la balustrade de la terrasse, le grand salon du rez-de-chaussée avec son décor, les pièces avec boiseries peintes dans la tour nord-ouest.

## Annexe